# Spatha (Schwert)
Die Spatha (Plural Spathae, lateinisch für „Breite Klinge“) ist ein zweischneidiges, vorwiegend zum Hieb konzipiertes, einhändig geführtes Schwert mit gerader Klinge. Diese Schwertform existierte etwa vom 1. Jahrhundert v. Chr. bis zum Ende des Frühmittelalters. Über die Jahrhunderte trat sie in verschiedenen Formen auf, insbesondere bei germanischen Ringschwertern der Völkerwanderungszeit bis hin zu den volkstümlich so genannten „Wikingerschwertern“.

## Etymologie
Aus dem Griechischen entlehnt, bezeichnet spatha im Lateinischen ein längliches Gerät zum Umrühren von Arzneien. In Pharmazie und Chemie wird ein solches Gerät heute als Spatel bezeichnet, was sich von spatula „kleine Spatha“ ableitet.
Der Name lebt bis heute im Neugriechischen σπαθί spathí und in romanischen Sprachen als Wort für „Schwert“ fort, z. B. span. espada, ital. spada oder frz. épée. Auch im Albanischen bedeutet shpata bzw. shpatë in genauer Übersetzung „Schwert“.
Einer anderen Hypothese zufolge leitete sich das Wort von der griechischen Stadt Sparta ab, wo es als Synonym für Militärisches galt. In den spätantiken Legionen wurde dieser besonders in den Ostprovinzen des Römischen Reiches verbreitete Begriff schnell von den germanischen Legionären übernommen. Das 'r' fiel dabei einer Lautverschiebung zum Opfer.

## Ursprung und Verbreitung
Der genaue Ursprung der Spatha ist unsicher, doch geht die Waffe möglicherweise auf die Latène-Schwerter zurück. Nach dieser Ursprungsthese gelangten Latène-Schwerter im 1. Jahrhundert v. Chr. über von Rom angeworbene keltische Reitertruppen in das Arsenal der römischen Armee, wo diese dann zur Spatha weiterentwickelt wurden. Zuerst wurde die Spatha hauptsächlich von den berittenen Hilfstruppen eingesetzt, spätestens im 2. Jahrhundert wurde sie auch von der Infanterie der römischen Hilfstruppen verwendet und löste schließlich im Verlauf des 3. Jahrhunderts den Gladius auch bei den regulären Truppen ab.
Die römische Spatha war zwischen 75 cm und 110 cm lang und besaß stets eine etwa 4 bis 6 cm breite Klinge unterschiedlichen Querschnitts mit oder ohne Hohlkehle. Die Schneiden verliefen parallel oder mit sehr geringer Verjüngung und waren oft selektiv gehärtet. Der Ort war meist als Spitze ausgeformt. Das Gefäß bestand stets aus organischen Materialien wie Holz und Bein.
Bereits vor der Zeitenwende hatten auch die Germanen diesen Schwerttyp von den Kelten übernommen und mit der eigenständigen Weiterentwicklung begonnen. Die germanische Spatha verfügte über eine mit ca. 5 cm etwas breitere Klinge, war meist zwischen 90 und 100 cm lang und rund 1 kg schwer. Die Schneiden waren ebenfalls meist parallel, der Ort hingegen geschärft, aber meist abgerundet. In der weiteren Entwicklung wurde die Spatha zunächst mit mehreren schmalen, spätestens ab der Völkerwanderungszeit mit einer einzigen breiten Hohlkehle auf beiden Seiten der Klinge versehen. Das Gefäß war zunächst ebenfalls aus organischen Materialien gefertigt. Ab der Völkerwanderungszeit wurden hier auch zunehmend Metallteile verwendet, vor allem Bronze, Eisen (oft mit Silber tauschiert), gegossenes Silber und sogar Gold.

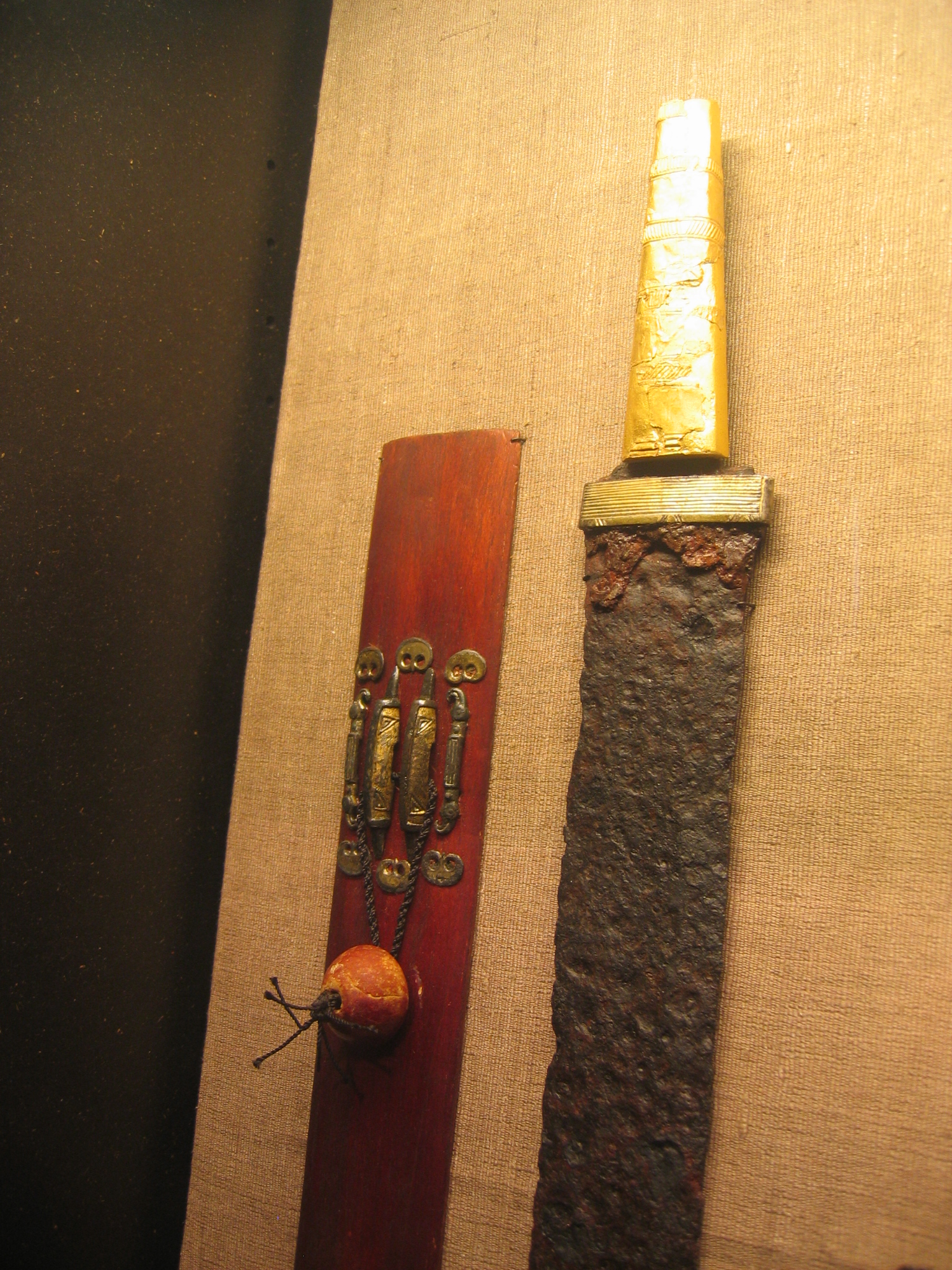
Alamannische Goldgriff-Spatha aus Villingendorf.

Bei den Germanen war die Spatha zunächst eine reine Kavalleriewaffe. Dies war nicht zuletzt durch die aufgrund des teuren Stahls immensen Kosten für solche Schwerter begründet, die nur für wohlhabende Krieger, die sich auch den Besitz von Pferden erlauben konnten, erschwinglich waren. Später jedoch sollte sich die Waffe auch für Fußtruppen bewähren. Dennoch war die Spatha nach wie vor den begüteteren Kriegern der Oberschicht vorbehalten, zumal aufwändig gearbeitete Wehrgehänge (stilistisch passend zum Gefäß der Spatha) als Statussymbol unverzichtbar waren. Der Speer blieb hingegen die allgemeine Schwerpunktwaffe aller (freien) Schichten.
Dabei waren Spathae bei aller Verzierung grundsätzlich keine reinen Repräsentationswaffen, sondern durchaus für den Kampf gemacht. Eine Ausnahme von der Regel mag die in der Handhabung unpraktische Sonderform der Goldgriffspatha darstellen.
Im Verlauf der Spätantike wurde die Spatha schließlich von quasi allen in Europa kämpfenden Völkern übernommen, einschließlich z. B. der Hunnen und Sarmaten.
Lag der Schwerpunkt der Waffenindustrie während der Römerzeit noch im Noricum, verlagerte sich dieser später ins von den Franken beherrschte Rheinland. Dort entstanden über Jahrhunderte aktive und bekannte Manufakturen wie „Ulfberht“, deren Klingen auch im Ausland begehrt waren (und sogar gefälscht wurden). Nach Skandinavien hatte sich ein schwunghafter Exporthandel entwickelt, bis die fränkischen Herrscher aufgrund der zunehmenden Raubzüge der Wikinger ein Exportverbot aussprachen. Vollständig unterbunden wurde der Handel dadurch jedoch nicht. Ein großer Teil der sogenannten „Wikingerschwerter“ stammt aus dem Rheinland, während in Skandinavien selbst zu dieser Zeit kaum Waffen hoher Qualität produziert wurden.

## Spathae des pontischen Typs
Parallel zu den klassischen Spathaformen existierte im pontischen Raum, also dem Schwarzmeergebiet, eine weitere Form von zweischneidigen Langschwertern, das sogenannte pontische Schwert. Diese Schwerter werden häufig als unabhängiger Schwerttyp neben der Spatha betrachtet, aber ebenso als Spatha östlichen oder pontischen Typs bezeichnet. Das pontische Schwert fand in der Spätantike und im frühen Mittelalter Anwendung. Seit etwa 200 n. Chr. lösten diese zweischneidigen, langen Schwerter die vorher üblichen kurzen Ringknaufschwerter ab. Die Klinge war relativ schmal und mit einer Länge von bis zu 1,15 m etwas länger als die typischer Spathae. Die Angel ist meist ebenfalls relativ lang. Ab dem 5. Jahrhundert traten an diesen Schwertern erstmals ausgeprägte Parierstangen beziehungsweise Griff-Querstücke auf. Die Parierstangen dienten offenbar nicht nur dem Abwehren gegnerischer Schläge, sondern unterstützten im Reiterkampf das Führen des Schwerts. An den Schwertern scheinen häufig Perlen an einer Schlaufe befestigt gewesen zu sein. Einige der pontischen Schwerter besitzen sehr breite Cloisonné-verzierte Parierstangen. Diese werden meist mit Hunnen in Verbindung gebracht.
Schwerter des pontischen Typs wurden etwa in Pannonhalma (Ungarn), in Wien-Leopoldau oder auf der Taman-Halbinsel gefunden. Aber auch in Westeuropa sind derartige Schwerter bekannt geworden. Ein Exemplar wurde beispielsweise in Altlußheim gefunden. Die einst wohl sehr kostbare Waffe zeichnet sich durch ein Almandin-verziertes breites Querstück aus und dürfte im 5. Jahrhundert in der östlichen Steppenzone gefertigt worden sein. Man nimmt an, dass es im Zuge des Hunnensturms nach Westen kam.

## Wurmbunte Klingen

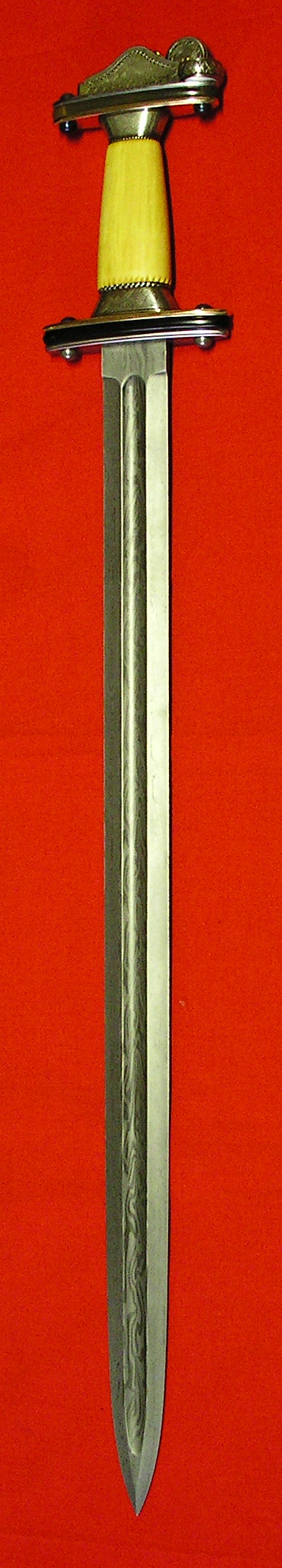
Langobardische Spatha (Replik) im Museum von Bergamo

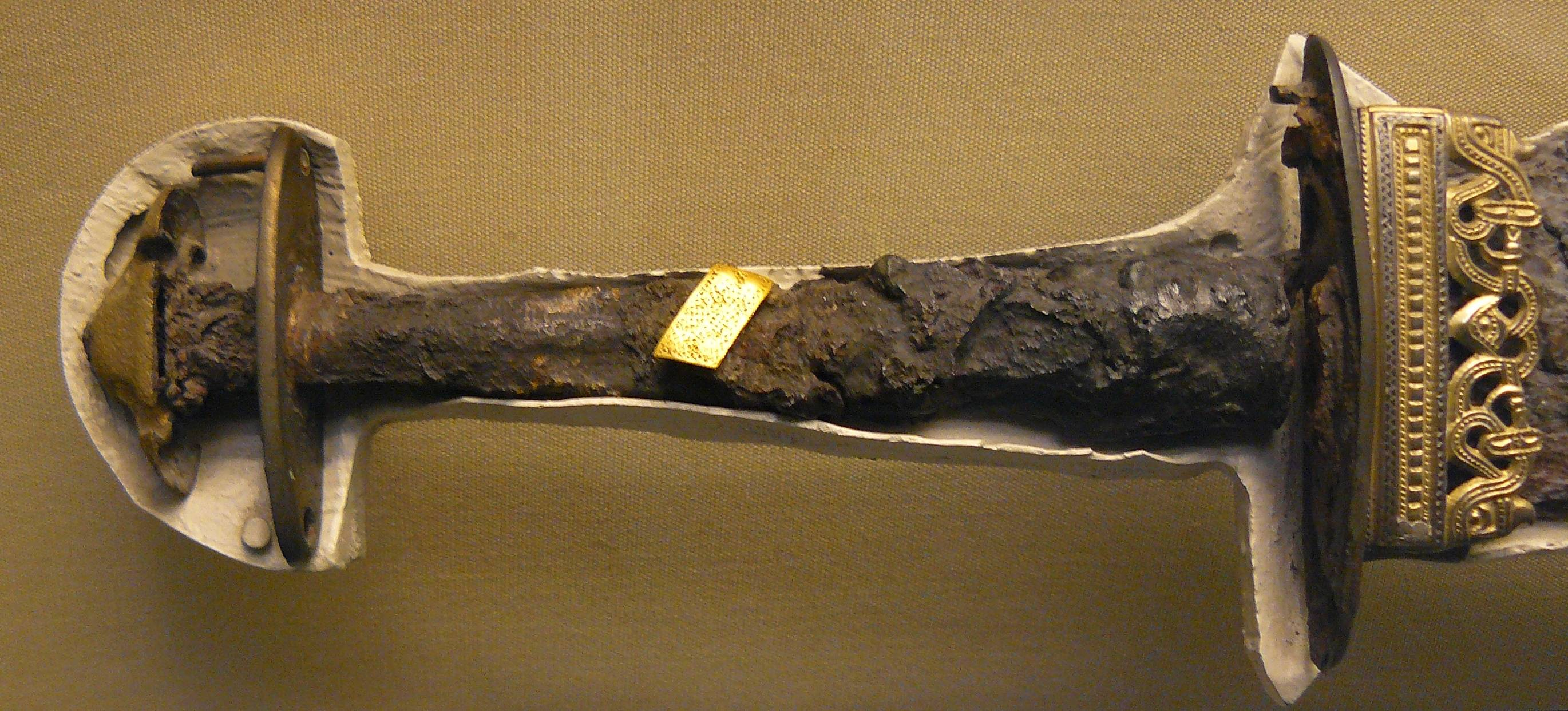
Griff einer Spatha (6. Jh.) aus einem angelsächsischen Grab aus Chessel Down (Isle of Wight)

Bestanden die Spathae in den ersten Jahrhunderten durchweg aus Raffinierstahl, begannen die germanischen Völker im Laufe der Spätantike auch mit der Entwicklung aufwändig damaszierter Klingen und perfektionierten diese Techniken, wie auch in gleichem Maße die Gefäße zunehmend kunstvoller gestaltet wurden, bis schließlich in der Merowingerzeit der handwerkliche Zenit erreicht war.
Der Aufbau solcherart laminierter und damaszierter Klingen war höchst variabel. Typischerweise wurden auf einen elastischen Stahlkern beidseitig mehrere tordierte Stahlbänder im Feuer aufgeschweißt, die ihrerseits wiederum aus bis zu 21 miteinander verschweißten Stahllagen bestanden. Die später sichtbare Zeichnung dieser Klingen, die erst nach der Feinpolitur deutlich wurde (Ätzverfahren ließen sich bisher nicht nachweisen), geht zum Teil auf unterschiedliche Gehalte an Phosphor zurück. Legierungen konnten noch nicht hergestellt werden, weil die dazu nötigen Schmelztemperaturen nicht erreicht werden konnten. So war man auf die geringen metallischen Anreicherungen angewiesen, die im Rennfeuer entstehen konnten. Verschweißungen von Eisen und Stahl bilden beim Ätzen allerdings einen deutlichen Kontrast. An diesen Klingenkorpus wurden wiederum Schneiden aus kohlenstoffhaltigem Raffinierstahl angesetzt und oftmals auch noch selektiv gehärtet – man geht von Schneidenhärten von bis zu ca. 60 HRC aus. Die Komplexität einer solchen Klinge sucht ihresgleichen. Sinn und Zweck dieser Laminierung war die Verbindung von größtmöglicher Härte und Flexibilität. Da der in Rennöfen erzeugte Stahl in diesem frühen Entwicklungsstadium noch sehr unrein war, musste er durch häufige Faltung und Verschweißung homogenisiert und gereinigt werden. Die Damaszierung hatte also zunächst keine vorwiegend ästhetischen Gründe; vielmehr wurden die fertigen Klingen so blank poliert, dass das Damastmuster nur bei genauem Hinsehen sichtbar war.
Ein beeindruckendes Dokument für die Qualität dieser Schwerter stellt ein Brief des Ostgotenkönigs Theoderich dar, in dem er sich – wohl um das Jahr 500 – für eine Geschenksendung der Thüringer oder Vandalen bei diesen bedankt:

„Zusammen mit schwarzen Stämmen der Mooreiche und einheimischen blonden Knaben hat Eure Brüderlichkeit Schwerter für uns ausgewählt, die sogar im Stande sind, Rüstungen zu durchschneiden, und die ich mehr noch wegen ihres Eisens als wegen des Goldes auf ihnen preise. So glänzend ist ihre polierte Klarheit, dass sie mit genauer Deutlichkeit die Gesichter derjenigen widerspiegeln, die auf sie schauen. So gleichmäßig verlaufen ihre Schneiden zur Spitze, dass man annehmen möchte, sie seien nicht mit Feilen hergestellt, sondern im Schmelzofen geformt. Das Mittelstück ihrer Klingen, geschickt gekehlt, erscheint wie mit kleinem Wurmwerk gekräuselt, und hier spielen so mannigfaltige Schatten, dass man glauben möchte, das glänzende Metall sei mit vielen Farben verwoben. Dieses Metall ist auf Eurem Schleifstein geschliffen und mit Eurem glänzenden Pulver so kräftig poliert, bis sein stählerner Glanz ein Spiegel der Männer wird. Dieses Pulver wird Euch unter den natürlichen Schätzen eures Landes gewährt, so dass sein Besitz Euch einzigartigen Ruhm bringen möge. Solche Schwerter möchte man in ihrer Schönheit für das Werk Vulkans halten, von dem gesagt wird, dass er mit solcher Geschicklichkeit sein Handwerk veredelt habe, dass alles, was von seinen Händen gestaltet wurde, nicht mit menschlicher, sondern mit göttlicher Kraft gefertigt zu sein schien.“

Der Ausdruck wurmbunt, der heute im Zusammenhang mit damaszierten Spathae verwendet wird, geht auf diesen Brief zurück.
Im Folgenden wurden die Schwerter noch bis um das Jahr 1000 herum damasziert; ab diesem Zeitpunkt konnte dann durch verbesserte Methoden Raffinierstahl ausreichender Qualität in größeren Mengen hergestellt werden. Die Waffen wurden gewissermaßen entfeinert und konnten dafür in größerer Stückzahl zu geringeren Kosten, aber dennoch in brauchbarer Qualität hergestellt werden. Parallel dazu wurden nun auch die Gefäße wesentlich schlichter und somit billiger ausgeführt. Die Kunst der wurmbunten Damaszierung ging ab dem 11. Jahrhundert vollständig verloren und konnte erst mit Hilfe der modernen Archäologie, z. B. anhand des Schwerts von Sutton Hoo, rekonstruiert werden.

## Geometrie und Evolution
Auffallend sind die Griffe, die durchweg extrem kurz und in den Augen des Laien kaum handhabbar erscheinen. Tatsächlich unterscheidet sich jedoch die Handhabung der Spatha von der anderer Schwerter, indem die Hand den Griff schräg fasst, wobei der Handballen auf dem Knauf aufliegt.
Über die Jahrhunderte hinweg veränderte sich die Geometrie der germanischen Spatha kaum. Nach wie vor blieb es bei parallelen Schlagkanten und einer Gesamtlänge von 90–100 cm, wovon ca. 10 cm auf das Gehilz (den Griff) entfallen, und einem Gewicht von 900–1000 g (nur wenige einzelne Exemplare wogen deutlich über 1 kg). Dank des niedrigen Gewichts und einer zum Ort hin gleichmäßig dünner werdenden Klinge waren solche Spathae seit jeher sehr agil und führig.
Erst ab etwa dem 9. Jahrhundert wurden vorsichtige Veränderungen vorgenommen, insbesondere in Form von sich gleichmäßig verjüngenden Klingen, die dann an der Basis bis zu 6 cm breit waren, aber nach wie vor als reine Hiebschwerter ausgelegt waren. Die physischen Eigenschaften und damit die Handhabung änderte sich dabei nicht nennenswert.

## Wikingerzeitliche Schwerter

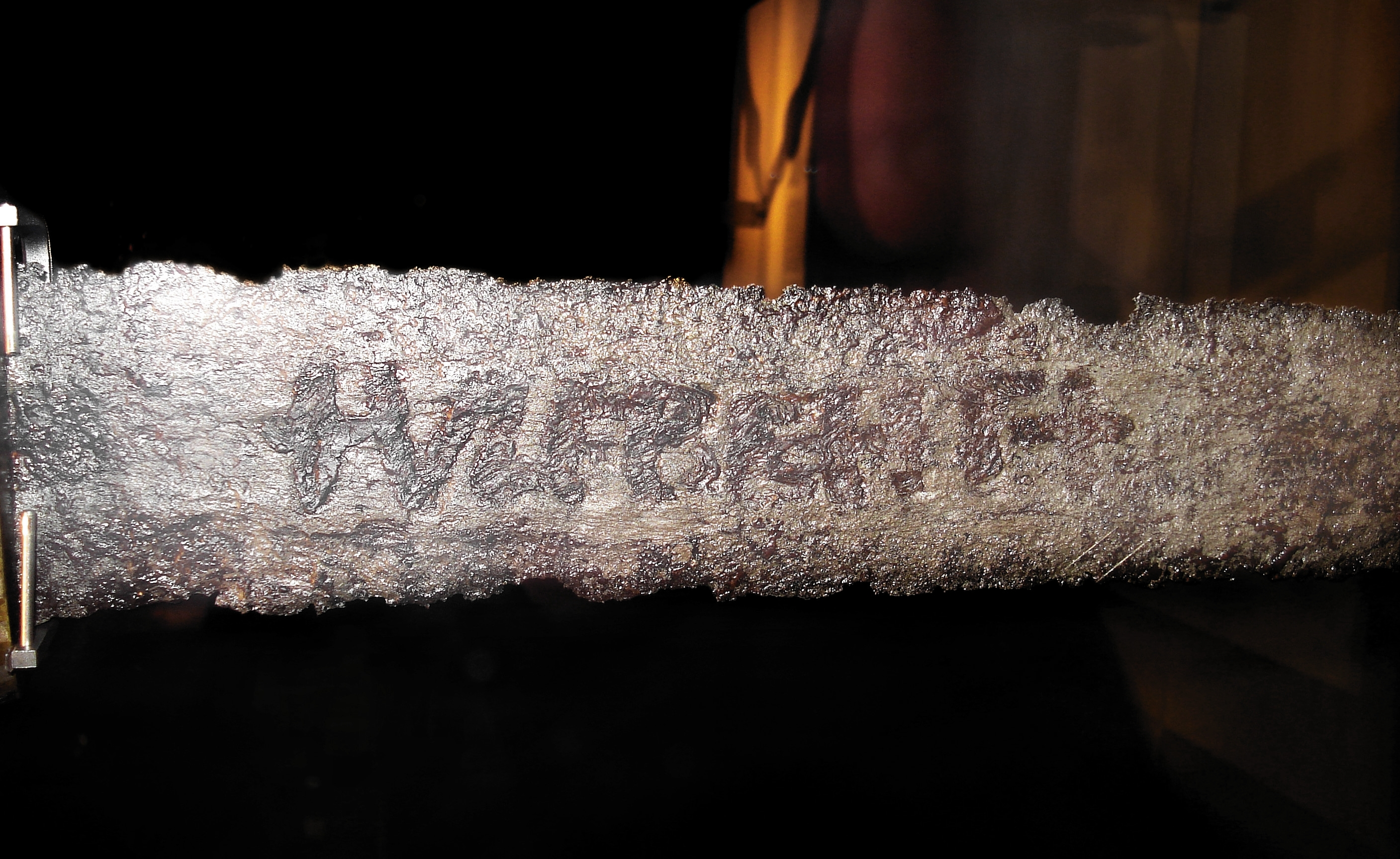
Markenname Ulfberht auf der Klinge eines wikingerzeitlichen Schwerts

Die sogenannten Wikingerschwerter stellen die direkten Nachfolger der völkerwanderungszeitlichen Spathae dar und sind nach wie vor der Kategorie der Spathae zuzurechnen. Sie sind in der Regel etwas länger und schwerer als ihre Vorgänger. Die ersten Formen, die dieser Kategorie zugerechnet werden können, stammen aus dem 7. und 8. Jahrhundert. Diese Schwerter waren keine typischen Waffen der Wikinger, sondern wurden in großen Teilen Europas verwendet. Die besten Schwerter dieser Zeit stammen aus dem fränkischen Reich der Karolinger und wurden von bekannten Schmiedemanufakturen wie Ulfberht hergestellt. Der Name findet sich auf vielen Schwertern dieser Epoche. Ab etwa 900 verlagert sich der Schwerpunkt dieser Waffen zum Griff hin, was durch eine Klingenform erzielt wird, die sich zur Spitze hin verjüngt. Die wikingerzeitlichen Schwerter wandeln sich dadurch schrittweise zum Ritterschwert. Die letzten Formen wurden etwa bis um das Jahr 1100 verwendet.
Geibig unterscheidet folgende Klingentypen von klassischen Wikingerschwertern:
- Typ 1: 7. bis 8. Jahrhundert; parallele Schneiden
- Typ 2 und 3: ca. 750–1000; ähnlich Typ 1, aber etwas schmalere Hohlkehle
- Typ 4: ca. 950–1050; sich zur Spitze hin leicht verjüngende Klinge und Hohlkehle
- Typ 5: ca. 950–1100; lange Klinge, sich zur Spitze hin verjüngend

Dabei stellt Typ 1 eine Übergangsform zur völkerwanderungszeitlichen Spatha dar, während die Typen 2–5 Übergangsformen zum Ritterschwert bilden. Die Klingenlänge schwankt bei Typ 1–4 zwischen 63 und 85 Zentimetern. Typ fünf ist mit einer Klingenlänge von 84–91 cm etwas länger. Diese Geibig-Typen überschneiden sich zum Teil mit den Typen der Oakeshott-Klassifikation. So stellen Geibigs Wikingerschwert-Typen 2–4 im Grunde feine Abstufungen der Oakeshott-Typs X dar, während Geibigs Typ 5 etwa dem Oakeshott-Typ Xa entspricht. In Wikingergräbern des 10. Jahrhunderts findet man schließlich bereits auch Schwerter mit großer Parierstange, die als Ritterschwerter bezeichnet werden könnten. Als Sonderform des Wikingerschwerts kennt man darüber hinaus einzelne einschneidige Schwerter, die in der frühen Wikingerzeit verwendet wurden.

## Das Ende der Spatha-Ära

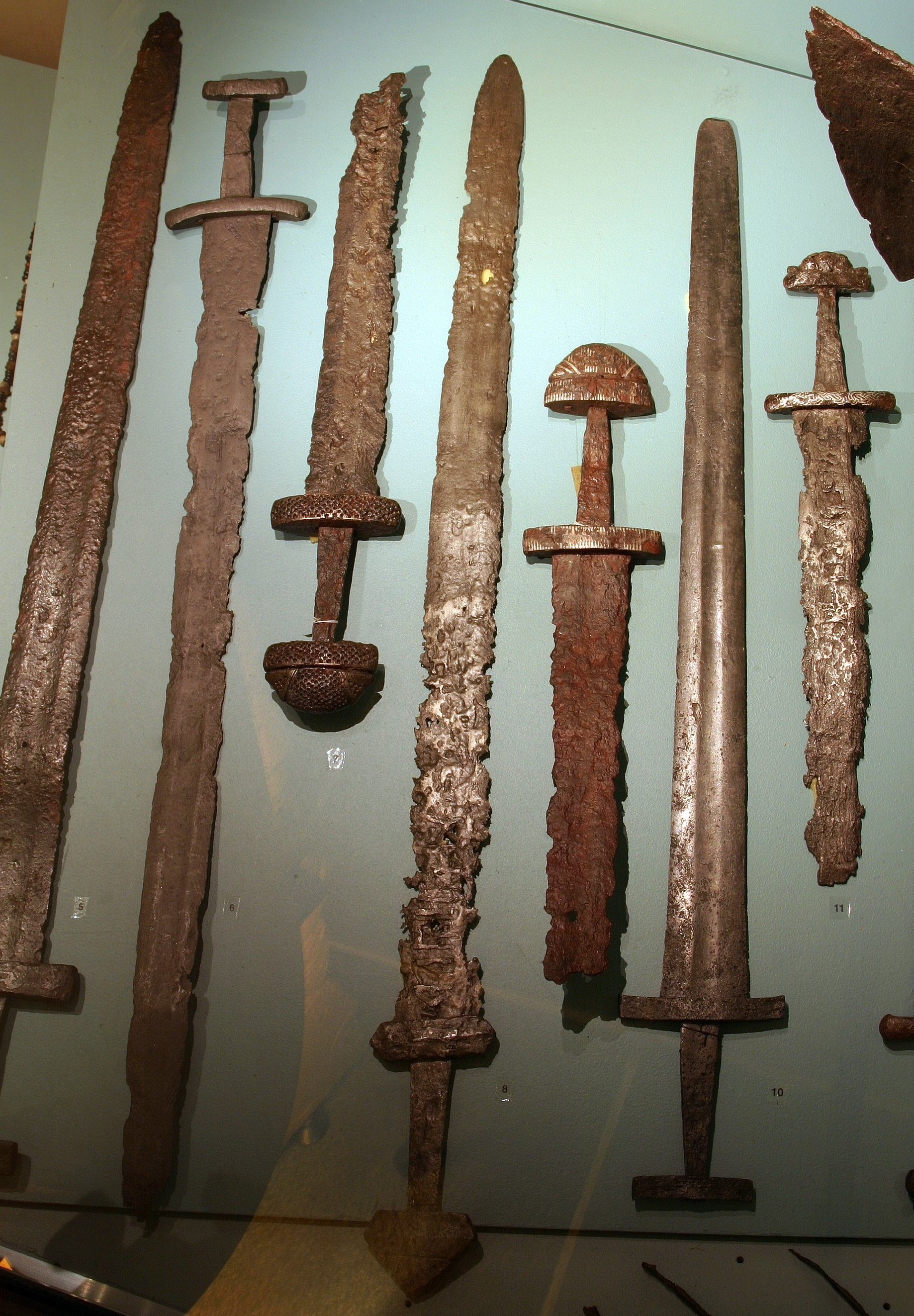
Wikingerschwerter (im Bergen Museum) als Übergangsformen zwischen Spatha und Ritterschwert

Ab dem 10. Jahrhundert wandelte sich die Spatha allmählich zum Breitschwert, welches als das klassische Ritterschwert bezeichnet werden kann. Die Klinge ist hier oft etwas länger und im Gegensatz zur klassischen Spatha, zumindest bei den späteren Formen, oft spitz zulaufend. Die Parierstange ist zum Schutz der Schwerthand bei Paraden deutlich vergrößert, wodurch die besser zum Kampf ohne Rundschild geeignete Kreuzform des hochmittelalterlichen Schwerts bedingt ist. Der Knauf ist ebenfalls ausgeprägter als bei der Spatha. Die klassischen Wikingerschwerter beziehungsweise karolingischen Schwerter stellen in gewisser Weise Übergangsformen zwischen Spatha und Breitschwert dar, werden hier aber zur Spatha gerechnet.
Letztendlich waren auch die hochmittelalterlichen einhändigen Ritterschwerter nur abgewandelte Spathae und diesen vom Grundkonzept her sehr ähnlich. So unterscheiden sich die einhändigen Oakeshott-Typen X-XIII, die zwischen 900 und 1350 n. Chr. verbreitet waren, in der Klingenform relativ wenig von der Spatha. Im Unterschied zu klassischen Spathae verjüngt sich die Klinge zur Spitze hin leicht. Zudem ist die Hohlkehle bei den Schwerttypen XI-XIII deutlich schmaler und kürzer. Insbesondere Ritterschwerter des Typs X, die von 900–1200 verbreitet waren, unterscheiden sich mit ihrer breiten, bis fast zur Spitze reichenden Hohlkehle und den recht parallelen Schneiden in der Klingenform kaum von Spathae. Bis in diese Zeit waren relativ leichte Rüstungen wie das Kettenhemd vorherrschend. Ab dem 12. Jahrhundert jedoch war die bereits lange bekannte Armbrust im Zuge der Kreuzzüge verbessert worden und entwickelte nun eine derartige Durchschlagskraft und Zielgenauigkeit, dass selbst ungeübte Schützen mit einem einzigen Schuss einen gepanzerten Berufskrieger fällen konnten. Dieser Zustand war für den Ritteradel unerträglich und erzwang eine Verbesserung des Körperschutzes. Die neuen, schwereren Rüstungen wurden ab 1300 deutlich verbessert und entwickelten sich zur Plattenrüstung, die durch Schwerthiebe nur schwer zu bezwingen war. In der Folgezeit entwickelten sich daher Schwerter, die zum Stoß besser geeignet waren und spitz zuliefen und zudem statt eines balligen (konvexen) Querschnitts einen rautenförmigen Klingenquerschnitt hatten. Diese Schwerter weichen damit endgültig vom Spatha-Konzept ab. Zudem wurden parallel aus dem Einhandschwert verschiedene neue Schwerttypen wie der Anderthalbhänder entwickelt, um die neuartigen Rüstungen zu überwinden.
Die letzten Wikingerschwerter, und damit Spathae im weiteren Sinne, kamen bis zum Ende des 11. Jahrhunderts vor. Insgesamt hatte sich die Schwertform damit mindestens etwa 1400 Jahre lang bewährt, was in der historischen Waffentechnik im Allgemeinen bemerkenswert und für Schwerter im Besonderen weltweit einzigartig ist.